# 北海道道935号小黒部鰔川線
北海道道935号小黒部鰔川線（ほっかいどうどう935ごう おぐろっぺうぐいがわせん）は、北海道檜山郡江差町内を結ぶ一般道道（北海道道）である。

## 概要
当初全線1.5車線であったが、改良工事（後述）が進められ、江差町中網地区から越前地区の間での改良工事を最後に完全2車線となった。

### 路線データ
- 起点：北海道檜山郡江差町小黒部町（北海道道460号乙部厚沢部線交点）
- 終点：北海道檜山郡江差町水堀町（国道229号交点）
- 総延長：5.079 km
- 実延長：5.059 km
- 重用延長：0.020 km

### 道路管理者
- 渡島総合振興局 函館建設管理部 江差出張所

### 交通規制
以下の規制が行われていた。
- 大型貨物自動車及び大型乗用自動車等の夜間（20:00 - 7:00）通行止め
  - 北海道檜山郡江差町中網町・基栄橋（江差町道）交点 - 同町水堀町・国道229号交点（終点）間。この規制は改良工事以前、大型車両の通過による沿線への騒音や振動の防止対策として行われたが、改良工事終了によって騒音や振動の被害軽減が図られた事から、2018年（平成30年）に解除された。

## 歴史
- 1978年（昭和53年）5月6日 - 路線認定[1]。
- 1985年（昭和60年） - 2013年（平成25年）3月：路線改良工事を実施（年度単位）[2][3]。
  - 車道の拡幅（1.5車線→2車線）・歩道の新設・線形改良（直線化・急カーブ解消及び緩和曲線の導入）・舗装の強化改良（それに伴う、大型車両による騒音・振動の対策を含む）がこの工事により行われた。
- 1999年（平成11年）5月30日：大型貨物自動車及び大型乗用自動車等の夜間通行止め規制（前述）を開始。
- 2010年（平成22年）：平和橋（江差町水堀町）架け替え工事を実施[2]。
- 2016年（平成27年） - 2018年（平成30年）：江差町道・基栄橋の架け替え工事に伴い、接続部分の路線改良工事を実施[2]。
  - 基栄橋が上流側に新規架設され、交点が変更になった事から線形等の改良が行われた。
- 2018年（平成30年）2月28日：大型貨物自動車及び大型乗用自動車等の夜間通行止め規制（前述）を解除。

## 路線状況

### 道路施設

#### 主な橋梁
- 平和橋（55 m、鰔川、江差町水堀町）

## 地理

### 通過する自治体
- 檜山振興局
  - 檜山郡江差町

### 交差する道路
江差町
- 北海道道460号乙部厚沢部線 - 小黒部町（起点）
- 国道229号 - 水堀町（終点）

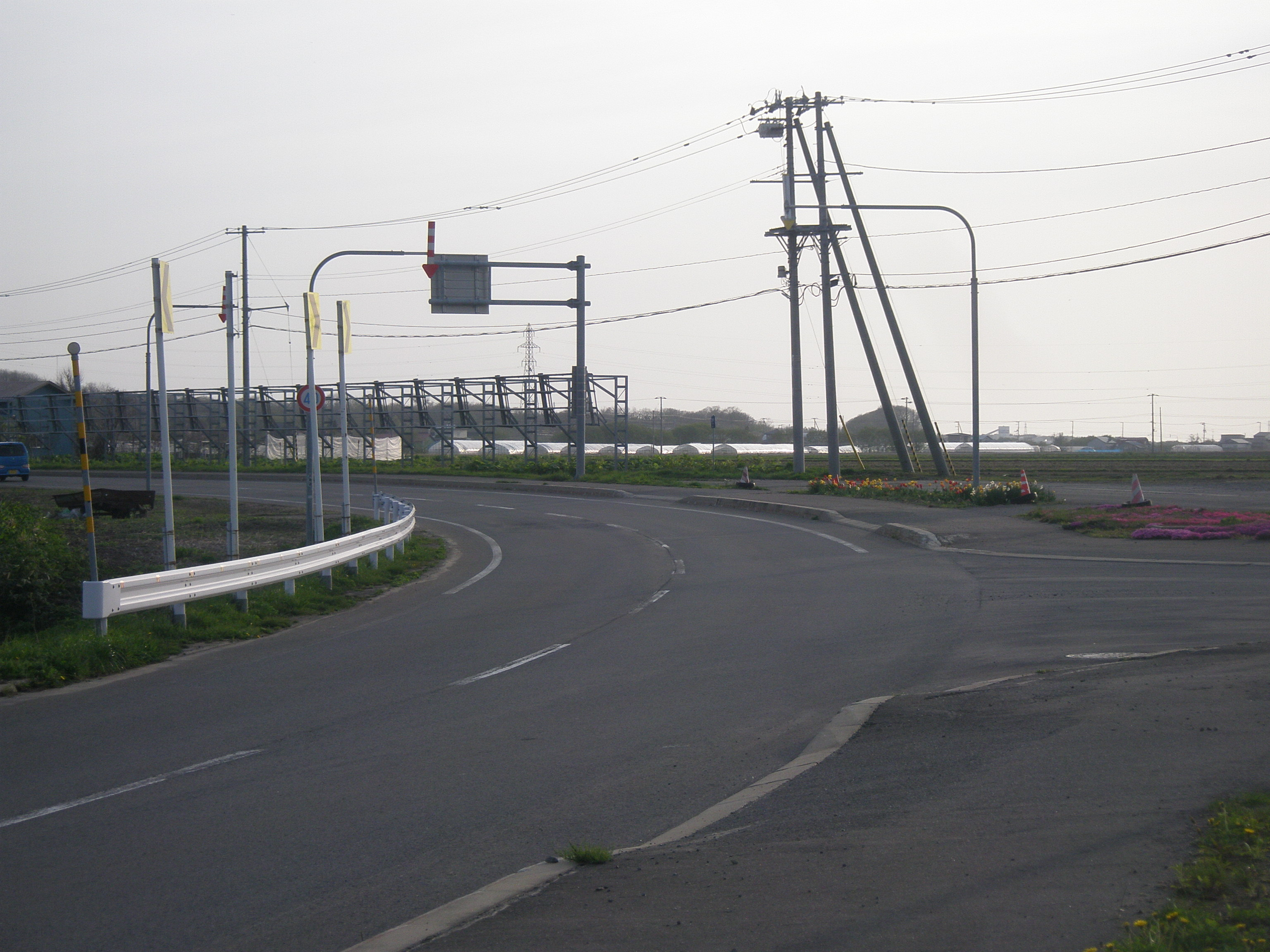
北海道道935号小黒部鰔川線・起点（厚沢部町側から）
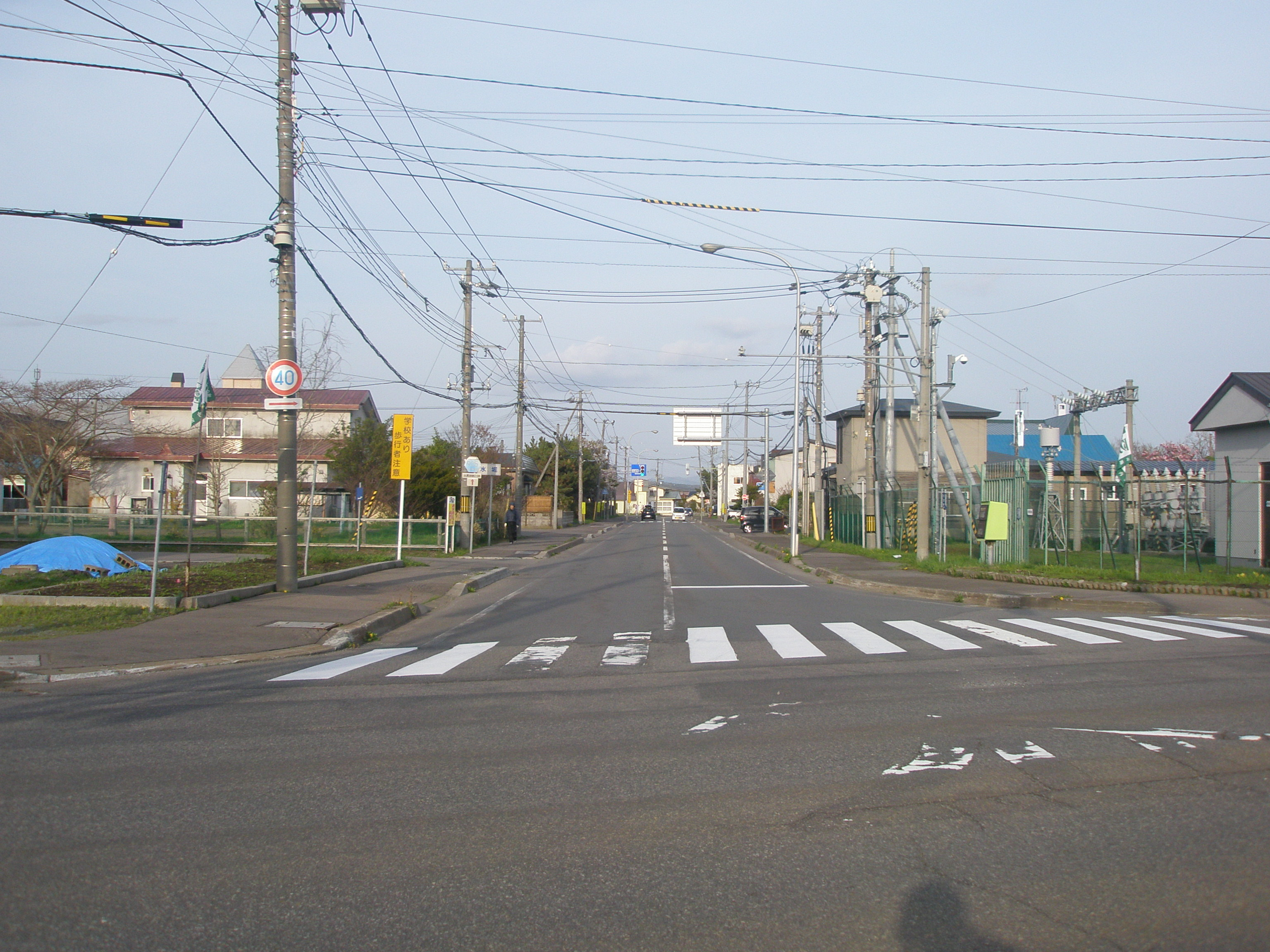
北海道道935号小黒部鰔川線・終点（国道229号から）
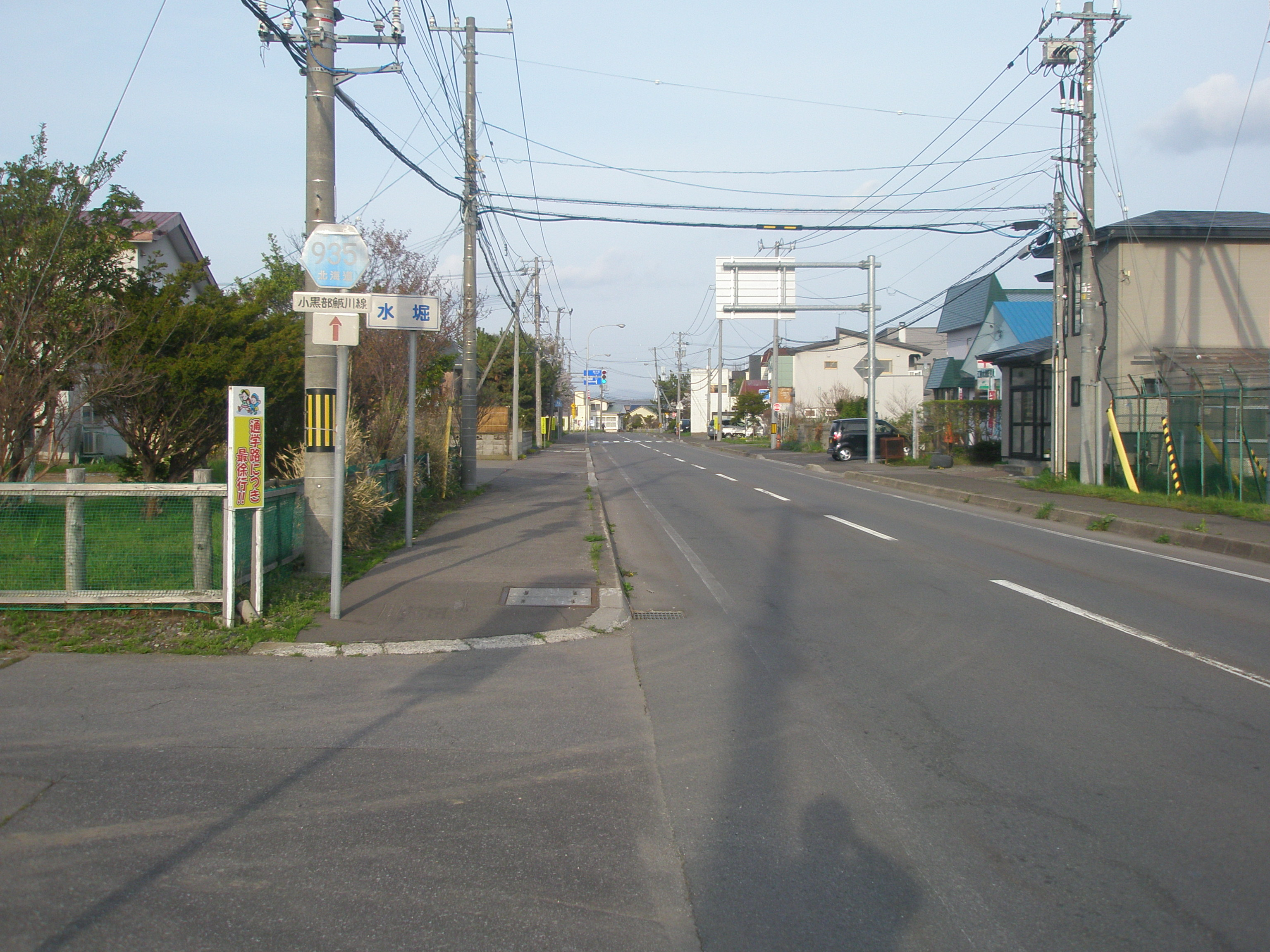
北海道道935号小黒部鰔川線・終点側最初の道道番号と路線名の標識
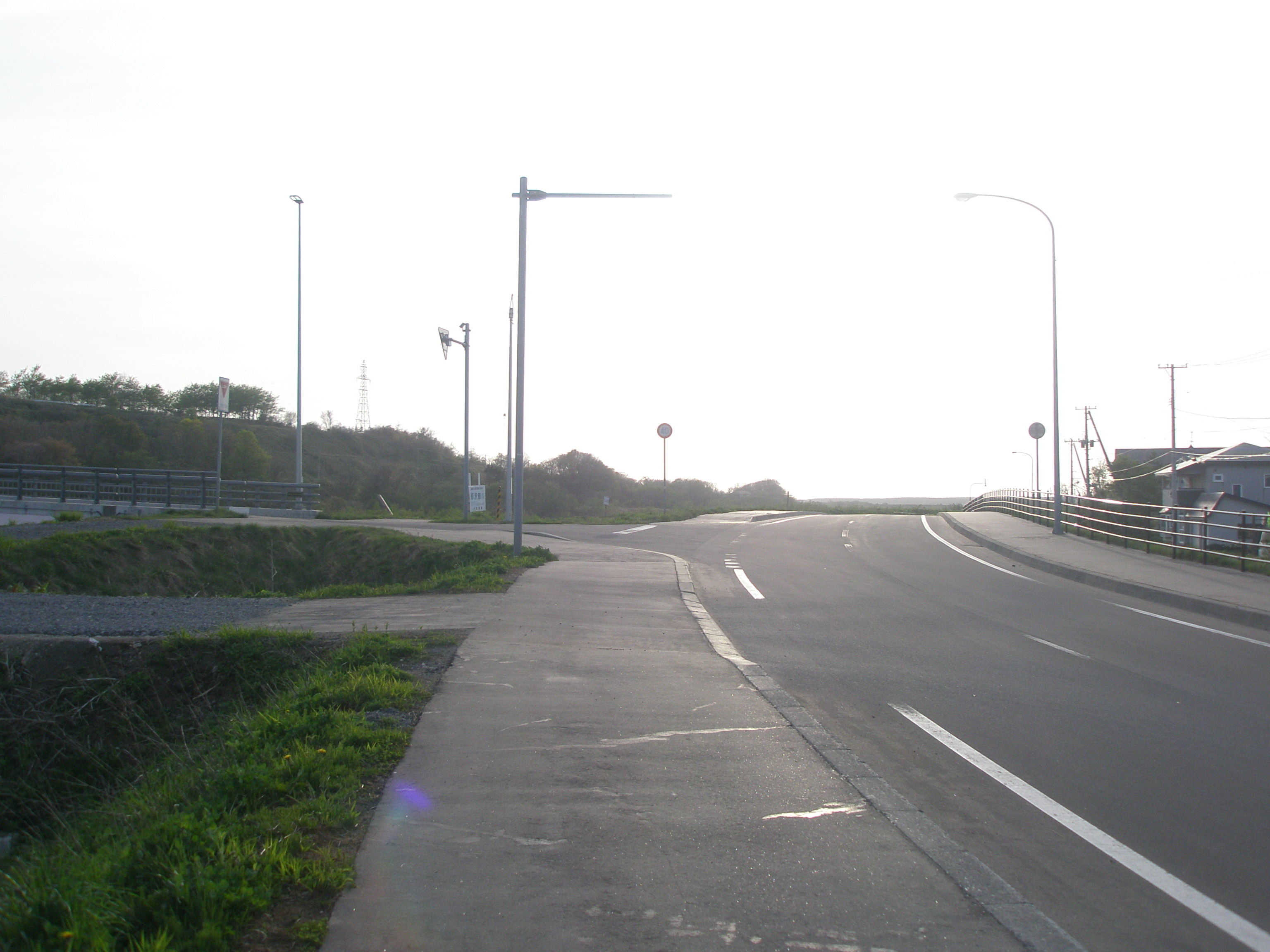
北海道道935号小黒部鰔川線と江差町道（基栄橋）の交差点部、片持式（オーバーハング式）標識柱は以前に大型車両規制の「指定方向外進行禁止」とその補助標識が取り付けられていた
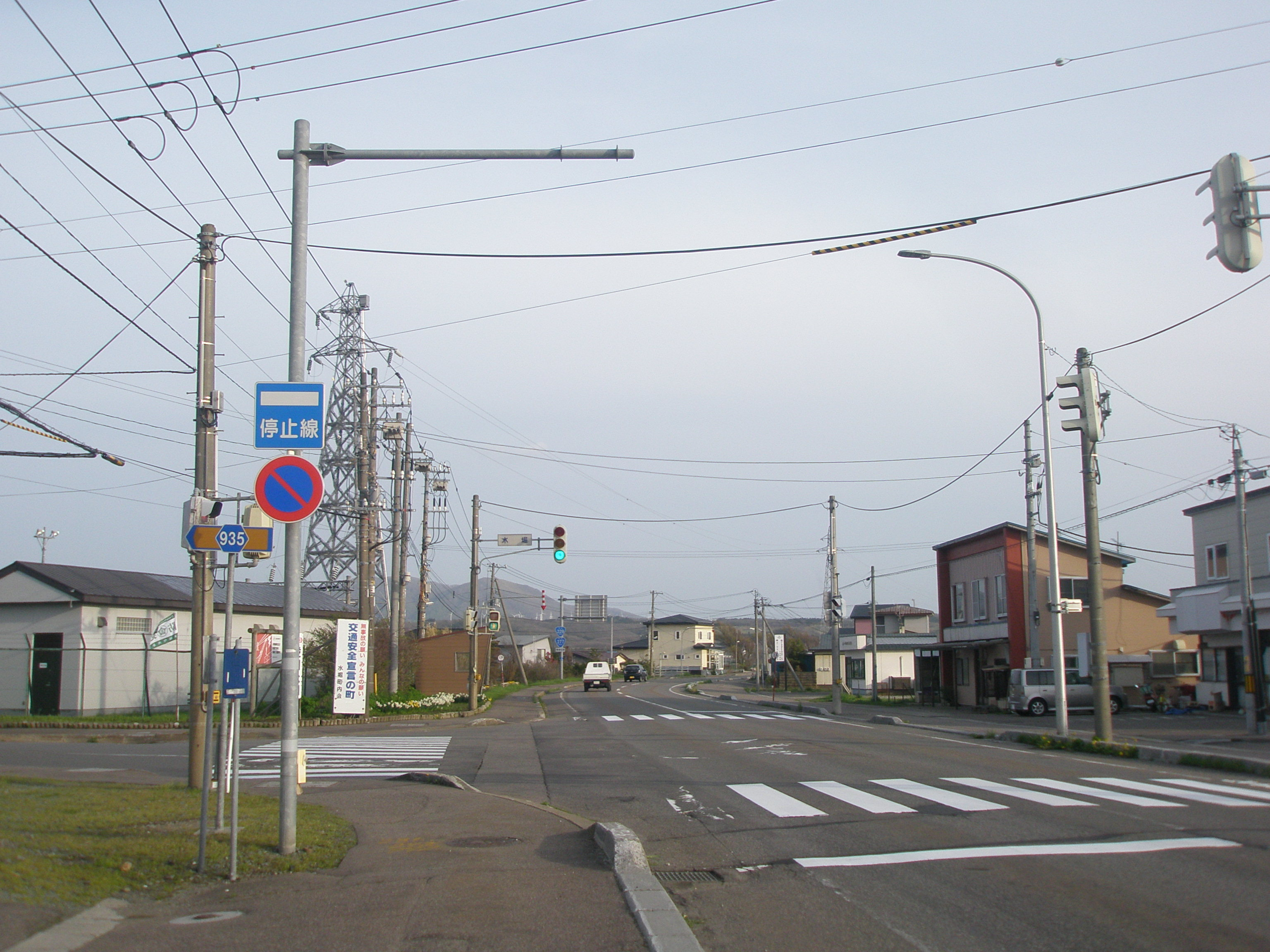
北海道道935号小黒部鰔川線・終点と国道229号の交差点部（乙部町側から）、片持式（オーバーハング式）標識柱は以前に大型車両規制の「指定方向外進行禁止」とその補助標識が取り付けられていた